# تاب بنفشه می‌دهد طره مشک‌سای تو
غزلی با مطلع «تاب بنفشه میدهد طرّهٔ مشک‌سای تو»، غزل شمارهٔ ۴۱۱ از دیوانِ حافظ در تصحیحِ محمد قزوینی و قاسم غنی است.

## در اجراها
غلامحسین بنان در برنامهٔ شمارهٔ ۲۳۴ از مجموعهٔ گل‌های رنگارنگ و عهدیه و حسین قوامی در برنامهٔ شمارهٔ ۴۸۱ از همان مجموعه، این غزل را در دستگاهِ ماهور اجرا کرده‌اند.
دریا دادور در آلبوم اجرای زندهٔ تورنتو (۲۰۰۸) که حین جشنواره تیرگان ضبط شده این غزل را خوانده است.